# Рут Бейтья
Рут Бейтья (ісп. Ruth Beitia, [rut ˈβeitja], 1 квітня 1979) — іспанська легкоатлетка, що спеціалізується в стрибках у висоту, олімпійська чемпіонка Ріо-2016, призерка чемпіонатів світу, триразова чемпіонка Європи.
Особистий рекорд — 2 м 2 см, 2,01 в залах.

## Виступи на Олімпіадах
| Олімпіада   | Дисципліна       | Місце |
| ----------- | ---------------- | ----- |
| Афіни 2004  | стрибки у висоту | 16    |
| Пекін 2008  | стрибки у висоту | 4     |
| Лондон 2012 | стрибки у висоту | 3     |
| Ріо 2016    | стрибки у висоту | 1     |